# Парад на Красной площади 9 мая 2022 года
Парад Победы на Красной площади 9 мая 2022 года состоялся в День Победы. Его особенность состояла в том, что он проводился на фоне полномасштабного вторжения России на Украину, начавшегося 24 февраля 2022 года. Ни один лидер иностранного государства в этот раз не посетил парад в Москве.

## Фон
В феврале 2022 года Россия по приказу президента Владимира Путина начала вторжение на Украину. Однако к маю 2022 года первоначальный план российского блицкрига провалился, и война на Украине шла явно не по плану России. При этом российские власти настаивали на том, что они ведут на Украине не войну, а «специальную военную операцию». На фоне неудач российской армии в западных СМИ обсуждались слухи о намерениях российских властей приурочить к 9 мая официальное объявление войны Украине или всеобщую мобилизацию. Также аналитики не исключали аннексию оккупированных украинских территорий, объявление войны Молдове или НАТО. Именно поэтому к выступлению Путина на Параде Победы было приковано внимание на Западе. При этом обозревателями отмечалось, что при Путине День Победы превратился в «День войны», который путинский режим использовал для «распространения представлений о величии России и объединения российского общества на основах милитаризма, шовинизма и ненависти к чужому — прежде всего к Западу».
Москва столкнулась с беспрецедентным международным осуждением своей военной агрессии. На этом фоне никто из иностранных лидеров не приехал в Москву на празднование Дня Победы. Пресс-секретарь президента России Дмитрий Песков объяснял отсутствие на параде иностранных лидеров тем, что отмечалась не юбилейная дата победы в Великой Отечественной войне. Однако журналисты отмечали, что в прошлые годы подобные причины не мешали визитам глав других государств посещать Парад Победы.

## Ход парада

### Основная часть

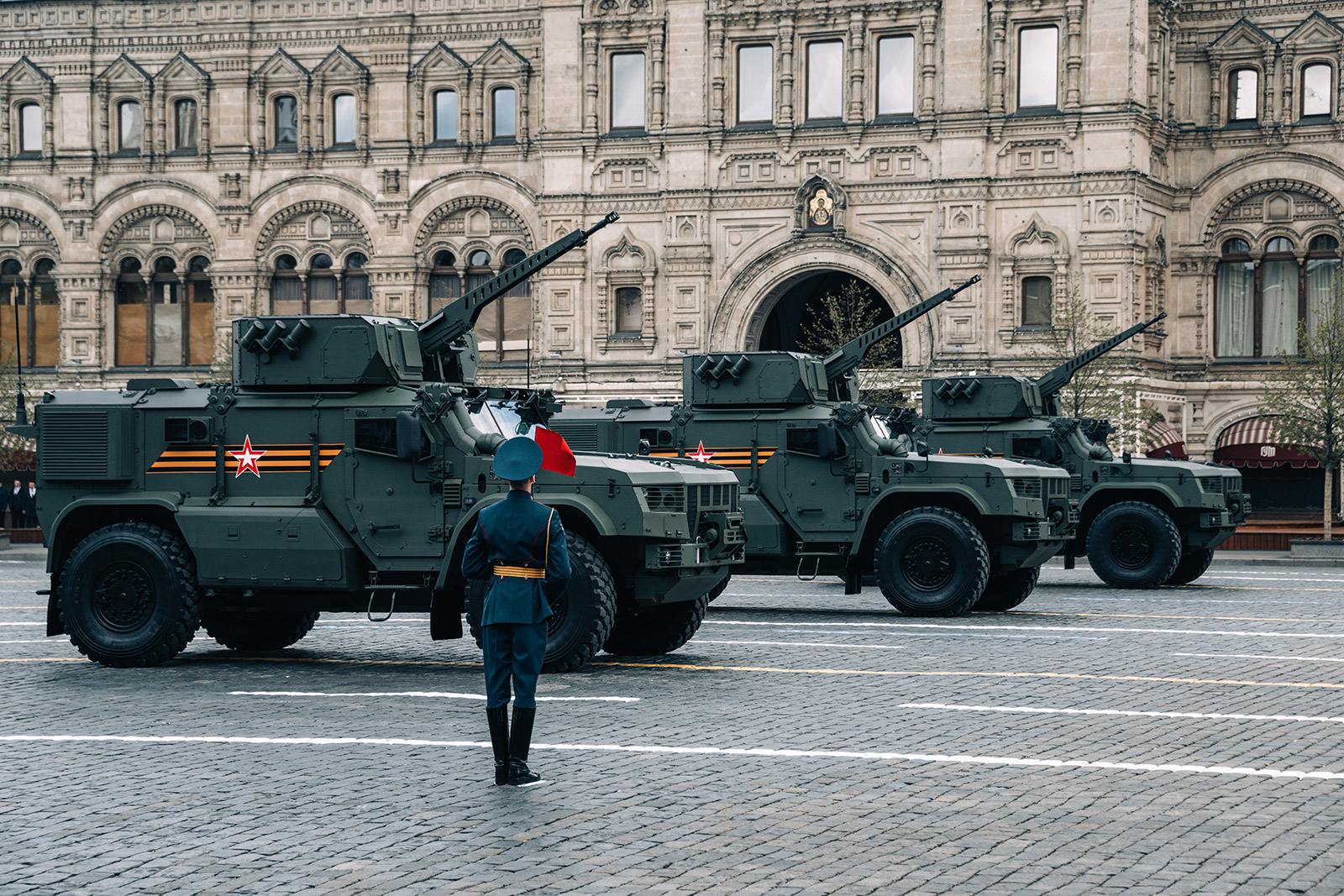
Парад Победы на Красной площади 9 мая 2022 года

Командовал парадом главнокомандующий российских Сухопутных войск Олег Салюков, а принимал Парад Победы министр обороны РФ Сергей Шойгу. В параде приняли участие 11 тысяч военнослужащих и 131 единица боевой техники. Колону техники возглавил танк Т-34-85. Были продемонстрированы бронеавтомобили «Тайфун-К», «Тайфун-ВДВ», «Тигр-М»; РСЗО «Торнадо-Г»; танки Т-72Б3М, Т-90М «Прорыв», Т-14 «Армата»; БМП «Курганец», «Бумеранг»; самоходные гаубицы «Мста-С»; системы ПВО «Бук-М3», «Тор-М2» и С-400 «Триумф»; ОТРК «Искандер-М»; боевые роботы «Уран-9»; МБР «Ярс». В параде приняли военнослужащие, участвовавшие во вторжении на Украину. Воздушная часть парада была отменена по официальной версии из-за «погодных условий». При этом обозреватель издания «Коммерсантъ» отмечал: «Летали же самолёты и не при такой погоде».
Московский парад 2022 года оказался менее масштабным, чем проведённый в 2021 году, в котором участвовали 12 тысяч человек, 191 единица сухопутной боевой техники и 76 летальных аппаратов.
После Парада на центральных улицах Москвы прошла акция «Бессмертного полка».

### Речь Владимира Путина

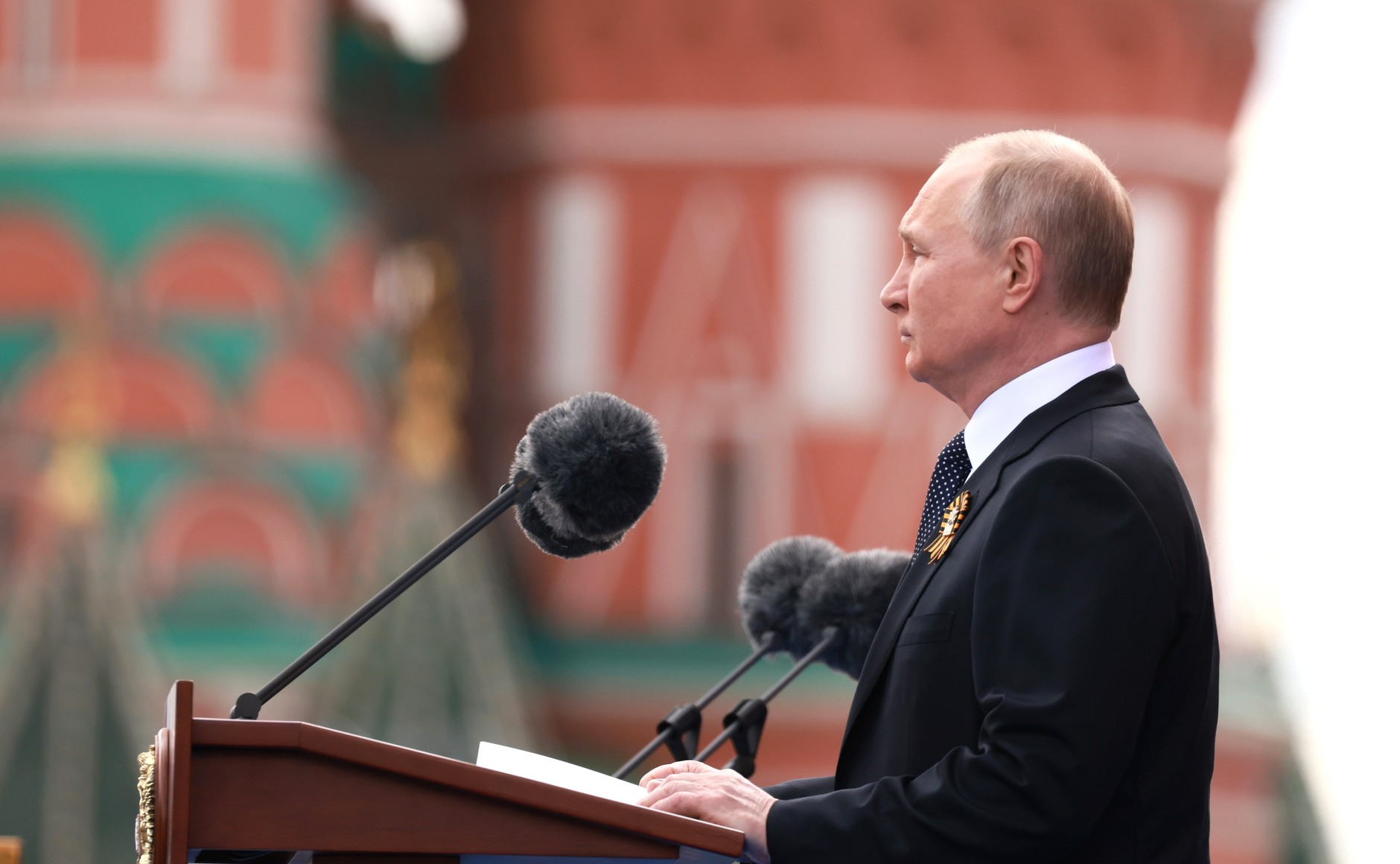
Выступление Владимира Путина

Президент России Владимир Путин посвятил свою речь на Параде Победы войне с Украиной. Путин заявил, что «Россия дала упреждающий отпор агрессии», рассказывая о том, что якобы «планомерно создавалась абсолютно неприемлемая для нас угроза, причём непосредственно у наших границ». Путин утверждал, что на Украине якобы шла подготовка к «очередной карательной операции на Донбассе», «к вторжению на наши исторические земли, включая Крым». Также он вспоминал о том, что «в Киеве заявляли о возможном приобретении ядерного оружия». По словам Путина, боевые действия на Донбассе были «неизбежны».
Путин заявлял: «Защита Родины, когда решалась её судьба, всегда была священной. С такими чувствами подлинного патриотизма поднимались за Отечество ополченцы Минина и Пожарского, шли в атаку на Бородинском поле, бились с врагом под Москвой и Ленинградом, Киевом и Минском, Сталинградом и Курском, Севастополем и Харьковом. Так и сейчас, в эти дни, вы сражаетесь за наших людей на Донбассе, за безопасность нашей Родины».
Российский президент утверждал: «Соединённые Штаты Америки, особенно после распада Советского Союза, заговорили о своей исключительности, унижая тем самым не только весь мир, но и своих сателлитов». Однако, по словам российского президента, Россия имеет другой характер: «мы никогда не откажемся от любви к Родине, от веры и традиционных ценностей, от обычаев предков».
Путин вспоминал, как в декабре 2021 года Россия представила США и НАТО свои предложения о «гарантиях безопасности» по отходу НАТО к границам 1997 года, однако, по его словам, Россию «не захотели услышать». Говорил он и о «мучениках Одессы, заживо сожжённых», и о жертвах войны в Донбассе. Вторжение на Украину Путин назвал «вынужденным, своевременным и единственно правильным решением».
В целом речь Путина содержала те же тезисы, с которыми он выступал 24 февраля 2022 года, когда Россия начала вторжение на Украину, и его же речь от 21 февраля 2022 года. При этом Путин ни разу не использовал формулировку «специальная военная операция».
Вопреки ожиданиям западных аналитиков, Путин не стал объявлять на Параде никаких решений, связанных со вторжением на Украину, вроде начала мобилизации или официального объявления Украине войны.
Обозреватель немецкого издания Der Spiegel писал: «В изложении Кремля история сейчас вновь повторяется. России предстоит опять спасти планету от фашизма, который на сей раз пришел в этот мир в виде Украины». По его словам, Путин в очередной раз нарисовал картину, где «добродетельная, обеспокоенная безопасностью и миром» Россия противостоит «морально испорченному» Западу. Комментатор немецкой газеты Süddeutsche Zeitung отмечал: «Больше всех в этот день проиграли в России ветераны Второй мировой войны, вообще память о её русских жертвах. Страдания и свершения русского народа понадобились всего лишь для того, чтобы стать историческим материалом для идеологии, инсценирующей российский поход против Украины как завершение советской победы над Германией».
Директор Сахаровского центра Сергей Лукашевский отметил: «Попытки Кремля представить реваншистскую войну как некое подобие противостояния нацизму в XXI веке не только неуместны, но и морально предосудительны». Он говорил, что «Москва хочет превратить 9 мая в инструмент оправдания агрессии против Украины».

## Галерея

Парад Победы в Москве, 9 мая 2022 года
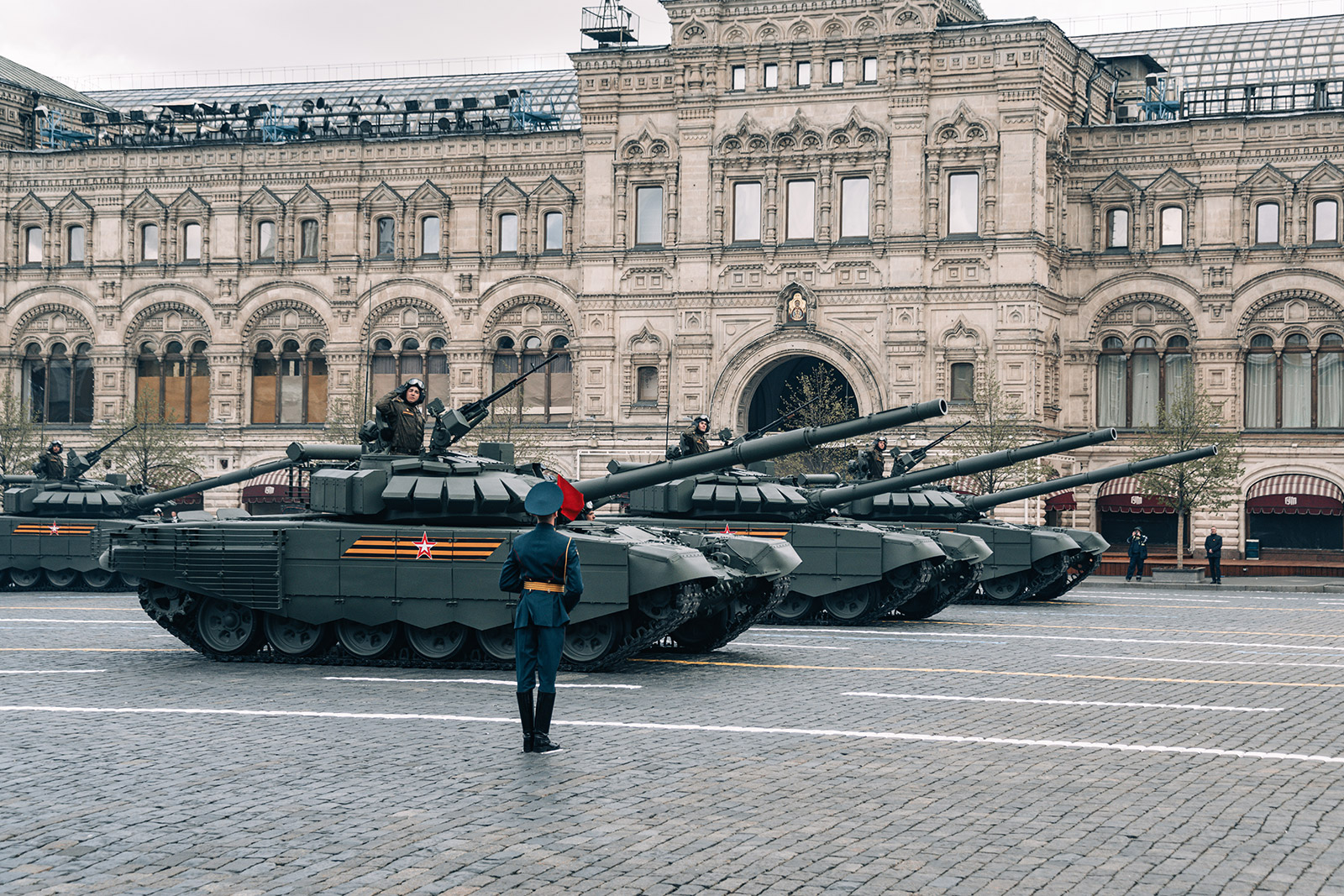
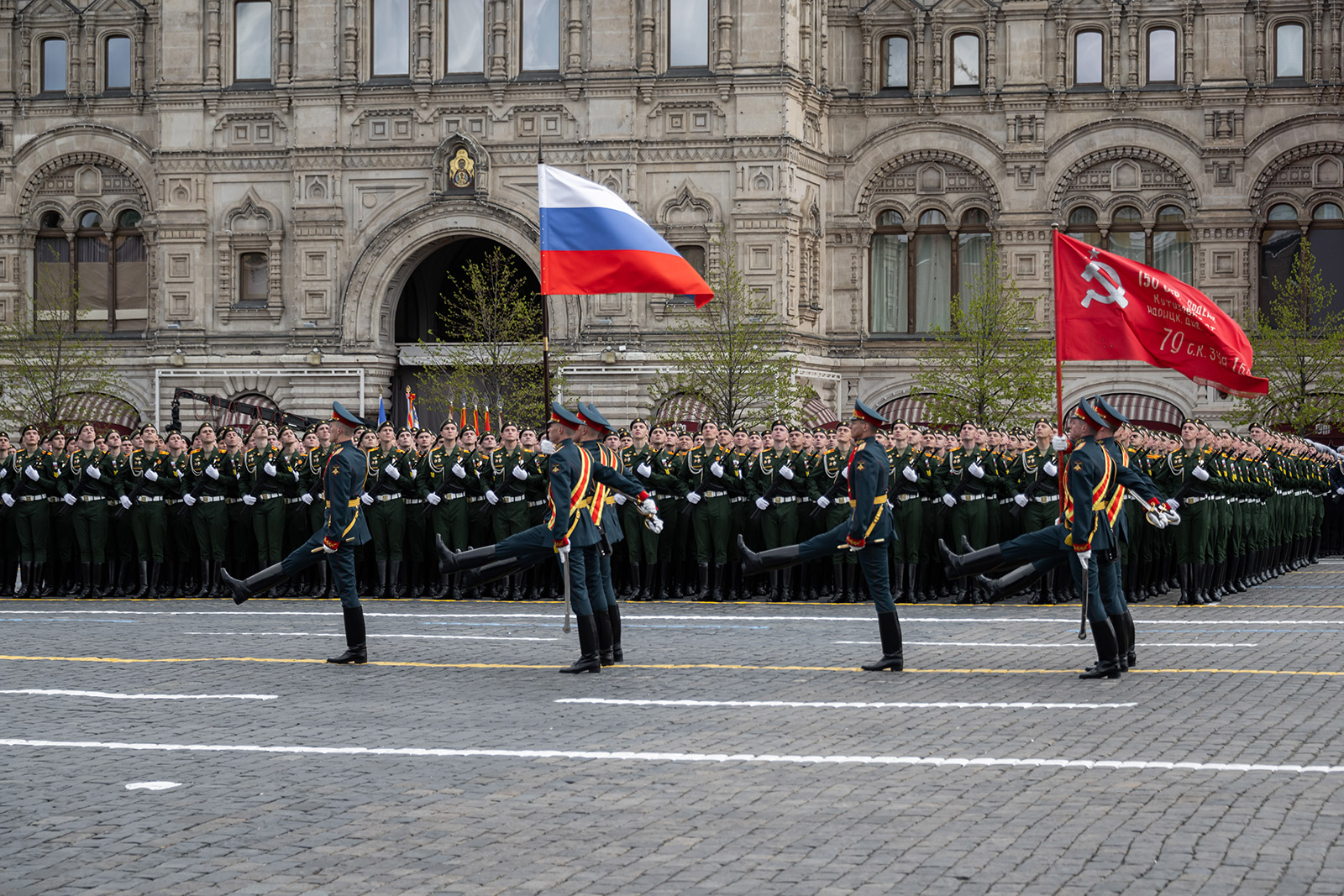
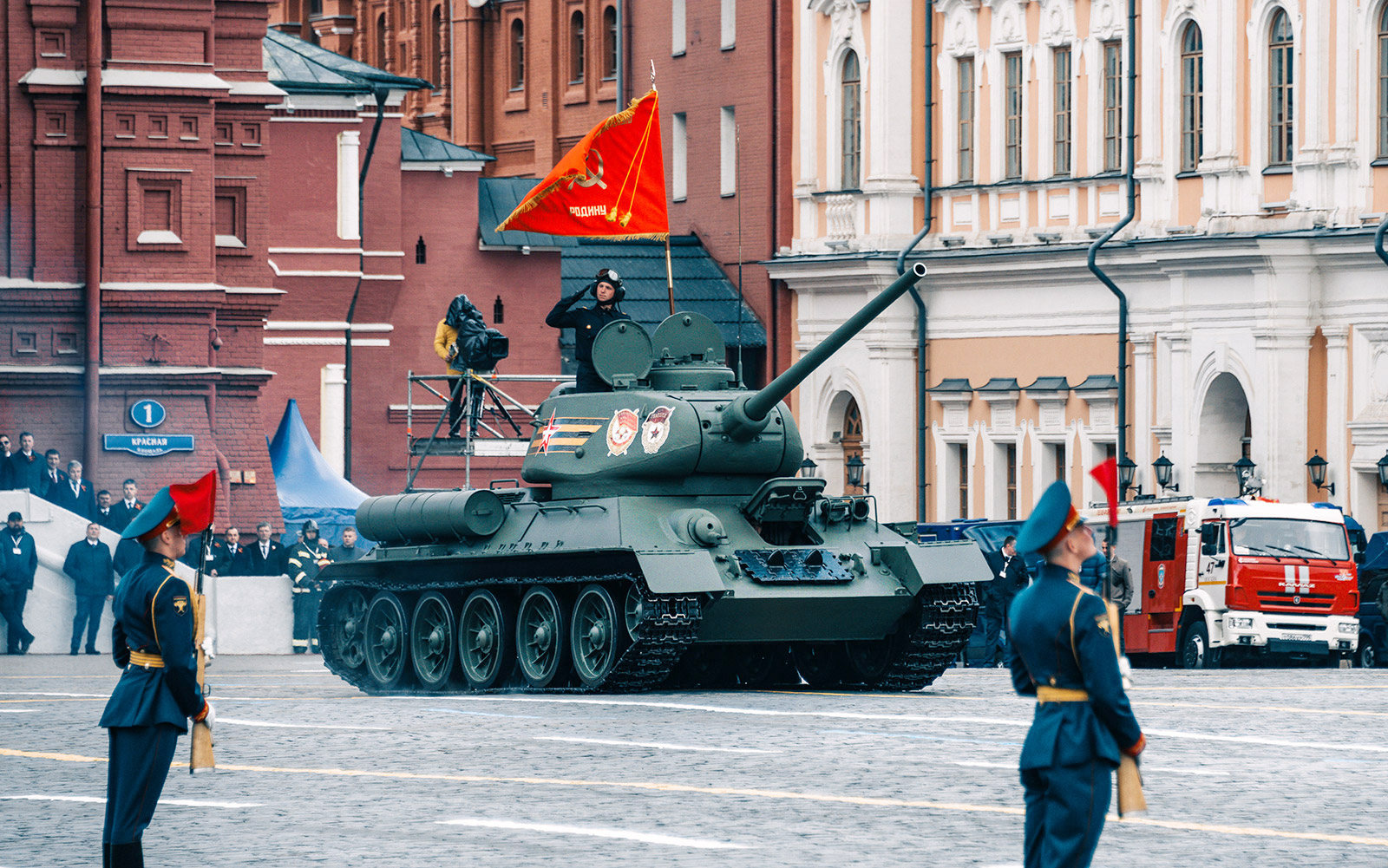
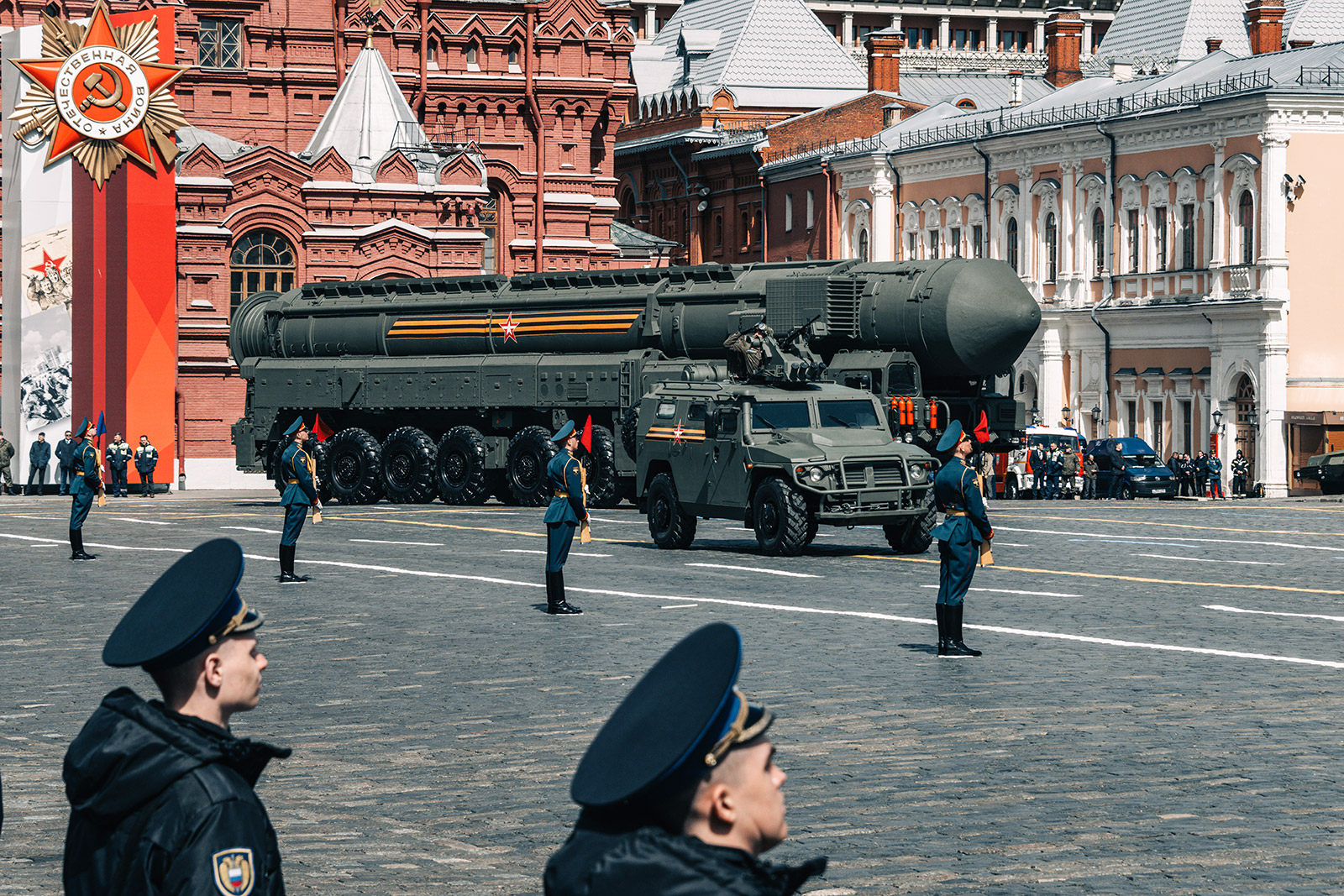